# Летуновский, Сергей Андреевич
Сергей Андреевич Летуновский (род. 22 июня 1987, Омск) — российский хоккеист, вратарь «Кристалла» из Саратова.

## Карьера
С 2004 по 2012 год играл в клубах первой лиги, лишь 5 раз выйдя на лёд в составе ХК «Молот-Прикамье» в высшей лиге. Сезон 2012/13 провёл в казахстанском «Беркуте», где провёл 35 игр. При этом отыграл одну игру в составе «Сарыарки» в ВХЛ. Сезон 2013/14 провёл в орском «Южном Урале», сыграв 39 игр. В октябре 2013 года был признан лучшим вратарём месяца в ВХЛ.
После четырёх игр следующего сезона уехал в Усть-Каменогорск, где начал выступать за «Казцинк-Торпедо».